# 1614
Évszázadok: 16. század – 17. század – 18. század
Évtizedek: 1560-as évek – 1570-es évek – 1580-as évek – 1590-es évek – 1600-as évek – 1610-es évek – 1620-as évek – 1630-as évek – 1640-es évek – 1650-es évek – 1660-as évek
Évek: 1609 – 1610 – 1611 – 1612 –  1613 – 1614 – 1615 – 1616 – 1617 – 1618 – 1619

## Események

### Határozott dátumú események
- február 23–március 16. – A medgyesi országgyűlés határozata szerint Szeben helyett ismét Gyulafehérvár lesz a fejedelmi székhely.[1]
- március 4. – A medgyesi országgyűlésen Báthory Gábor gyilkosai jutalmat kérnek, ehelyett megölik őket.[2]
- augusztus 10. – Bethlen Gábor fejedelemmé választását a szultán megerősíti.[3]

## Születések
- január 1. – John Wilkins, anglikán püspök, természettudós, filozófus, nyelvész, író, a Royal Society alapító tagja († 1672)
- január 5. – Habsburg Lipót Vilmos főherceg, osztrák főherceg, a Spanyol Németalföld királyi helytartója, a Német Lovagrend nagymestere († 1662)
- március 5. – Franciscus Sylvius, holland orvos, fiziológus, vegyész, anatómus († 1672)
- július 10. – Arthur Annesley, írországi születésű angol rojalista politikus († 1686)
- december 16. – III. Eberhard, württembergi herceg († 1674)

## Halálozások
- április 7. – El Greco görög származású reneszánsz festő (* 1541 körül)
- július 14. – Lellisi Szent Kamill a Betegeket Szolgáló Szabályozott Papok Rendjének, azaz a kamilliánusok rendjének alapítója (* 1550)
- augusztus 21. – Báthori Erzsébet (* 1560)